# Полевые Локотцы
Полевы́е Локотцы́ — село Лебяженского сельсовета Измалковского района Липецкой области.
Стоит на правом берегу реки Полевые Локотцы.

## История
Село известно по документам с 1776 года.
Название происходит по реке Полевые Локотцы, на которой стоит. Здесь она протекает в поле (в отличие от соседних Лесных Локотцов). Локоть — русло с изгибом.
В XIX веке в Полевых Локотцах было имение Дмитриевское, которым владел Степан Никитич Бегичев. Летом 1823 года почти три месяца у Бегичева провел поэт А. С. Грибоедов.

## Население
| 2010 |
| ---- |
| 170  |

### Известные уроженцы
В Полевых Локотцах родился футболист Валерий Климов.